# Vivo
För andra betydelser, se Vivo (olika betydelser).

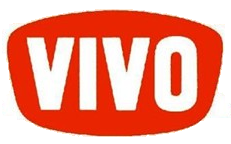

Vivo var en tidigare svensk detaljhandelskedja. Den bestod av självägande livsmedelsbutiker som under många år fanns parallellt med ICA och Konsum och ingick i Axfood-ägda grossisten Dagabs distributionsnät. Namnet fasades under 00-talet ut till förmån för Spar, Tempo med flera. 2004–11 fanns i Stockholm den oberoende kedjan Vi-butikerna, skapad av tidigare Vivobutiker som ville behålla sin självständighet.

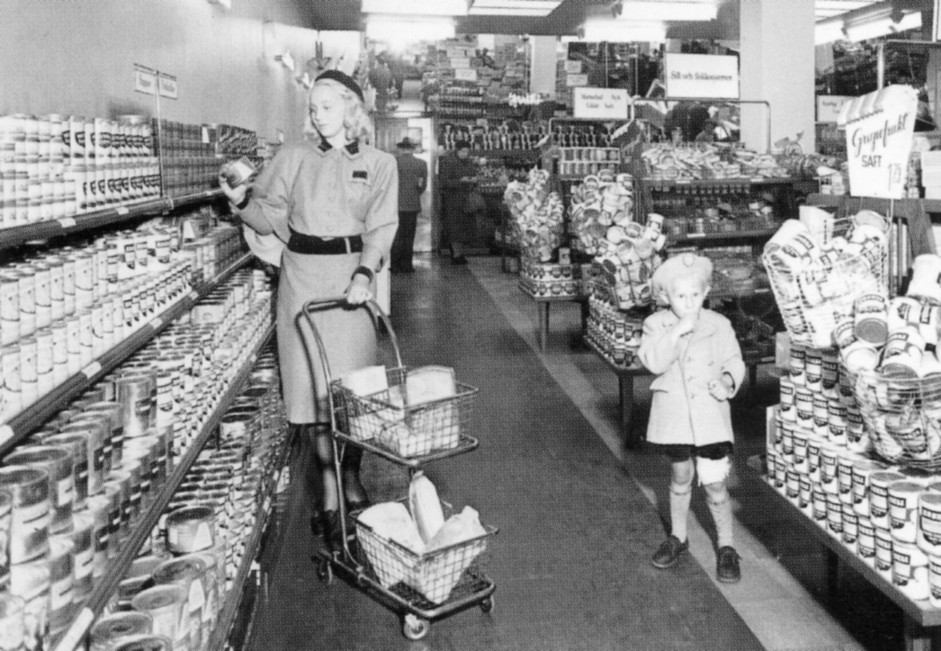
Butikskedjan Vivo grundades 1957, vid en tid när snabbköpen (lanserade i Sverige 1941) helt tagit över livsmedelsförsäljningen.

## Historia

### Bakgrund och utveckling
Den frivilliga detaljhandelskedjan Vivo grundades 1957. Den skaffade distributionsavtal med Aktiebolaget Svenska Kolonialgrossister, ASK (numera Dagab), som bildats 1937 av privata svenska grossister. Fyra år senare startade den liknande frivilliga butikskedjan Favör, vilken också hade avtal med ASK.

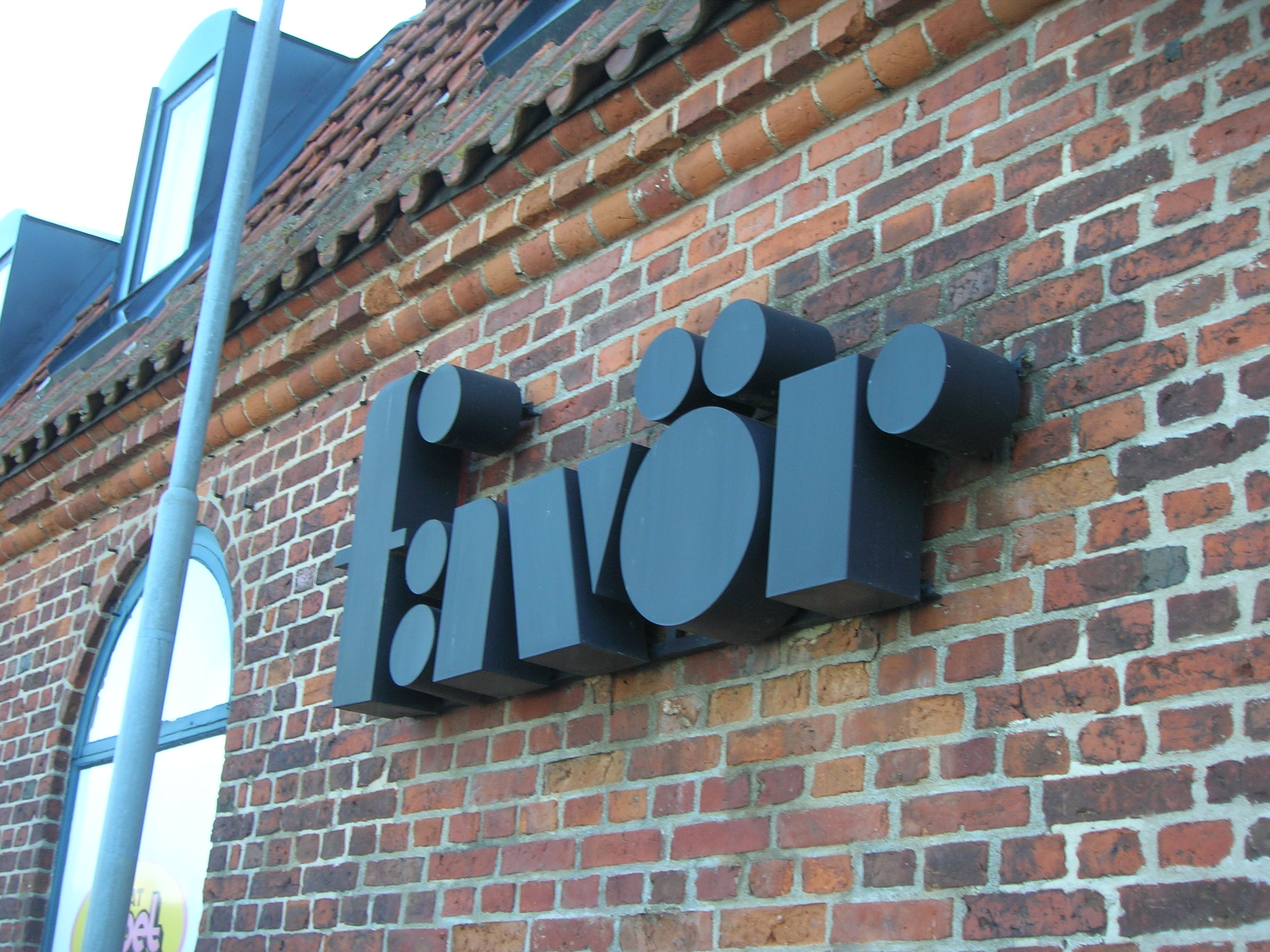
Butikskedjorna Favör och Vivo samordnas från 1980 i Vivo-Favör-förbundet.

1980 bildade handlarna i de här båda kedjorna den gemensamma organisationen Vivo-Favör-förbundet. 1990 slogs samtliga Vivo-Favör-föreningar och Vivo-Favör-förbundet samman, med undantag för Vivo Stockholm.
Under 1990-talet ökade andelen egna märkesvaror (EMV) hos de svenska livsmedelsbutikerna. Under 1980-talet hade Kooperationen gjort sin satsning med det egna märket "Blåvitt", inspirerat av franska Carrefour. Distributören Dagab lanserade senare sitt eget lågprismärke "Eldorado", medan de Dagab-distribuerade Vivobutikerna beslöt att profilera sig som en livsmedelskedja utan EMV.
År 2000 beslutade de flesta Vivobutiker utanför Stockholm att gå in i butikskedjan Spar, vilken dagligvarukoncernen Axfood förvärvat tidigare under året. Andra Vivobutiker bytte namn till Tempo, ett nygammalt butiksnamn som relanserats.

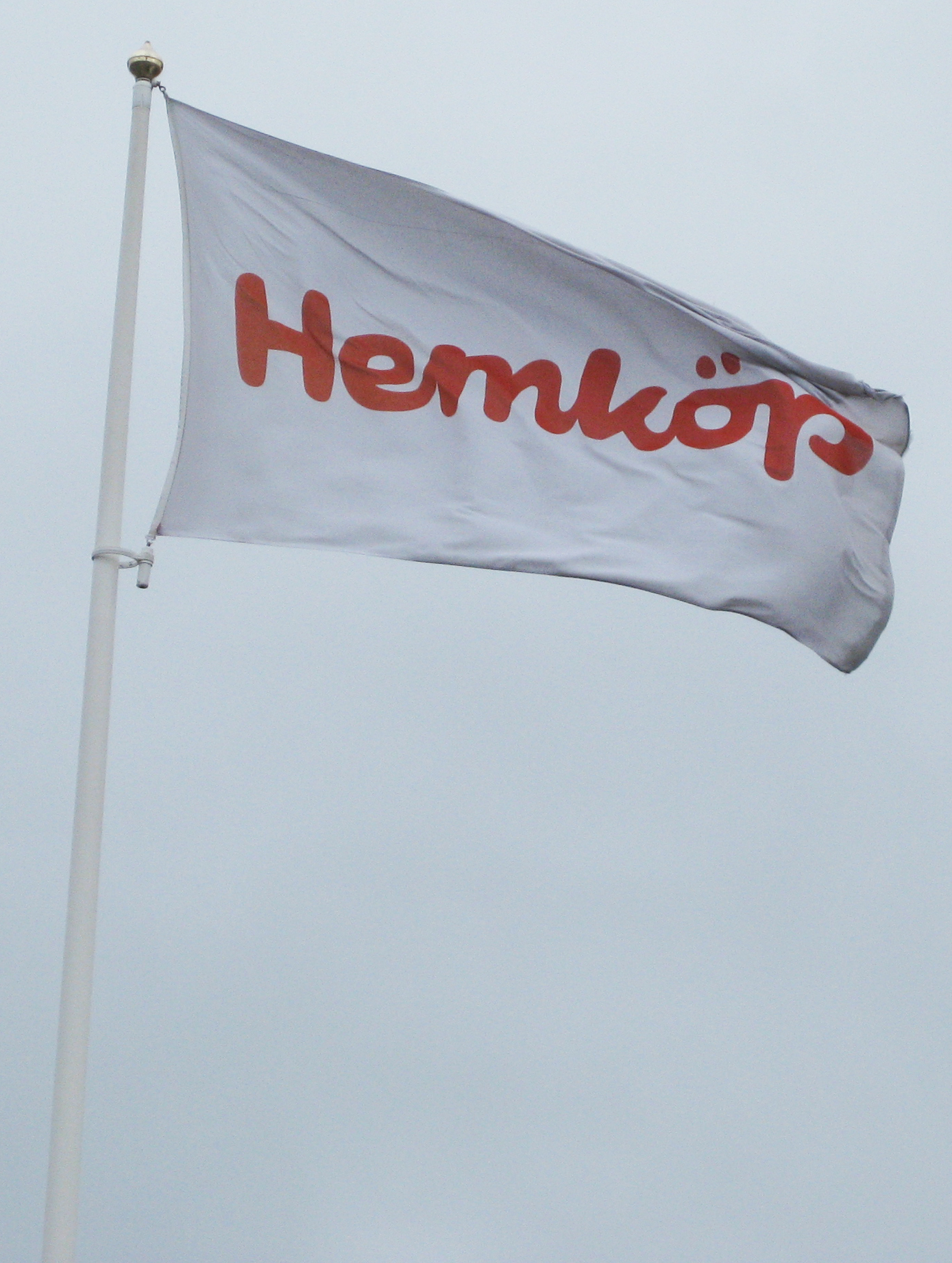
Vi-butikerna bytte slutligen namn till Hemköp.

### Konflikt i Stockholm
2004 samlade Axfood sina butikskedjor Spar, Hemköp och Billhälls under det samlande varumärket Hemköp. I september samma år beslöt Vivobutikerna i Stockholm att lämna samarbetet inom/med Axfood för skånska Bergendahls. Axfood ägde varumärket Vivo samt hyreskontrakten för cirka hälften av Vivobutikerna, vilket ledde till att ett antal Vivobutiker bytte namn till Vi-butikerna. Samtidigt började Axfood köpa upp enskilda Vivo-butiker för att omvandla dem till Willys-butiker.
År 2006 uppnåddes en förlikning mellan Axfood och Vi-butikerna. Den innebar att Axfood erhöll en ersättning på omkring 100 miljoner kronor och Vi-butikerna åter fick rätten till varumärket "Vivo". De flesta Vivobutikerna övergick till Vi-butikerna, varav flera senare övergick till Hemköp.

### Hemköp tar över
2009 skrevs nytt samarbetsavtal mellan Axfood och Vi-handlarna.
2011 avslutades konflikten mellan Axfood och Vi-butikerna. Vid Vi-föreningens årsstämma beslutades att de enskilda handlarna skulle teckna kedjeavtal inom Hemköp, och de 50-talet Vi-butikerna i Stockholmsområdet bytte därefter ut skyltarna.

## Källhänvisningar
1. ↑  Elvefors, Cecilia (2011-07-18): "Varför har livsmedelsbutiken egna varumärken?". Handelnshistoria.se. Läst 31 augusti 2014.
2. 1 2  Axfoods historia" (2010), s. 3.
3. ↑  Blom, Edward (2011-08-18): "Egna märkesvaror inom livsmedelshandeln". Handelnshistoria.se. Läst 31 augusti 2014.
4. 1 2 3 4  Axfoods historia" (2010), s. 2.
5. ↑  "Malmahallen byter namn och inriktning". Folket.se, 2001-12-06. Läst 31 augusti 2014.
6. ↑  "Vivo Stockholm ratar Axfood och väljer Bergendahls". Jordbruksaktuellt.se, 2004-09-07. Läst 31 augusti 2014.
7. 1 2  Larsson, Sara (2004-11-01): "Axfoods vd jagar rätt läge". Svd.se. Läst 31 augusti 2014.
8. ↑  "Vi-butikerna blir Hemköp". Arkiverad 22 februari 2014 hämtat från the Wayback Machine. Axfood.se, 29 augusti 2011. Läst 31 augusti 2014.

- Axfoods historia, 2010. (jubileumsbroschyr 2000–10)